# Dollarteken
Het dollarteken ($) is het valutateken voor onder meer veel soorten dollar, de Mexicaanse peso en de Uruguayaanse peso.
Over de oorsprong van het dollarteken doen vele verhalen de ronde.
De verklaring van het Amerikaanse Bureau of Engraving and Printing is misschien wel het meest algemeen geaccepteerd:
- het $-teken is het resultaat van de evolutie van de Mexicaanse of Spaanse "P's" voor peso's of piastres, ofwel stukken van acht.

Deze theorie, die is afgeleid uit de oude manuscripten, verklaart dat de "S" langzamerhand over de "P" werd geschreven en dat begon al te lijken op het huidige $-teken. Het werd al vrij algemeen gebruikt voordat de Verenigde Staten in 1785 de Amerikaanse dollar als munteenheid aanvaardden; het eerste gebruik dook op in de jaren zeventig van de 18e eeuw.
Een andere theorie is dat op de print van oude peso's twee zuilen geprint stonden waarrond een slang hing. Daaruit wordt ook vaak afgeleid dat dit symbool (twee zuilen met een slang er rond omheen) langzaam aan een algemeen symbool werd voor macht door kapitaal en daarom als symbool voor de dollar-munteenheid gebruikt werd.
Een andere bekende verklaring luidt dat geldzakken die werden uitgegeven door de Amerikaanse Munt vaak met een soortgelijk teken van over elkaar gelegde letters werden gemerkt. Als je de U en de S over elkaar legt, lijkt dat op het historische dubbelgestreepte $-teken. Dit dubbelgestreepte teken werd dan gebruikt om naar de Amerikaanse munteenheid te verwijzen. Deze hypothese kan alleen daarom al niet kloppen omdat het teken al gebruikt werd voor het ontstaan van de Verenigde Staten.
Weer een andere verklaring luidt dat het $-teken staat voor een 8 met een streep erdoor. De 8 verwijst naar de zilverstukken van 8 realen, de hierboven genoemde peso's of piastres, ofwel stukken van acht. Tot 1857 waren Spaanse matten en Mexicaanse peso's een wettig betaalmiddel in de Verenigde Staten en circuleerden als stukken van 1 dollar.

## Programmeertalen
Het dollarteken wordt ook gebruikt in programmeertalen. Meestal wordt het voor of achter een woord geschreven om aan te duiden dat dat woord de naam van een variabele is. Voorbeelden hiervan zijn: PHP, Perl, Basic en hierop gebaseerde talen (zoals VBA, AutoIt, Qbasic en Visual Basic), Bash.
In LaTeX zijn wiskundige formules omgeven door dollartekens. 